# Gargara nigrofasciata
Gargara nigrofasciata är en insektsart som beskrevs av Carl Stål. Gargara nigrofasciata ingår i släktet Gargara och familjen hornstritar. Inga underarter finns listade i Catalogue of Life.